# Полезное ископаемое (Губка Боб Квадратные Штаны)
«Полезное ископаемое» (англ. Porous Pockets) — 112-я серия американского мультсериала «Губка Боб Квадратные Штаны». Данный эпизод был создан в 2008 году и показан 28 ноября 2008 года на телеканале «Nickelodeon» в США, а в России — 21 июля 2009 года.

## Сюжет
Губка Боб, гуляя на Медузьих полях, слышит, как Патрик издаёт звуки, подобные плачу моллюска. Однако оказалось, что Патрик лишь копировал звуки — крики исходят от моллюска, который подавился жемчужиной. Моллюск выкашливает жемчужину, и Патрик убеждает Боба, что это волейбольный мяч.
На волейбольной площадке перед игрой в волейбол Губка Боб и Патрик начинают разминаться. В это время местный оценщик замечает жемчужину друзей и предлагает Губке Бобу «небольшое состояние» за неё, что он принимает. Однако данное «небольшое состояние» оказывается настолько большим, что заняло десятки грузовиков; в то же время Губка Боб и Патрик наблюдают с холма, поедая копчёную водоросль, как куча грузовиков сбрасывает миллиарды долларов на дом Боба. Получив деньги, друзья идут на шопинг, в ходе чего покупают пожизненный запас жвачки — при этом у них всё ещё целая куча денег.
Одним днём Губка Боб и Патрик идут покупать мороженое и замечают, что Гарольду и Берту не хватает денег. Боб предлагает им свои деньги и даёт им больше, чем они должны заплатить за мороженое. Они тут же хотят стать его друзьями, дабы получать бесплатных денег. Губка Боб настолько охватывается славой из-за раздачи денег, что забывает, что Патрик — его лучший друг…
В один день Патрик идёт к Губке Бобу, который превратил свой дом-ананас в огромный золотой особняк. Однако дворецкий Губки Боба не позволяет Патрику войти, поэтому Патрик говорит ему, что его ботинок развязан, и проскальзывает мимо него. Внутри Губка Боб имеет кучу драгоценных вещей, а сам носит дорогую одежду, рассказывает анекдоты и раздаёт деньги своим новым «друзьям». Патрик пытается предупредить Губку Боба, что все лишь используют его и что если он будет продолжать разбрасываться деньгами, то у него ничего не останется, но его прерывает мистер Крабс, который выгоняет его из дома Губки. Затем происходит то, что и предполагал Патрик: у Губки Боба кончаются деньги. Он обыскивает карманы, сейф, шкафы, туалет и вазы, но денег нигде нет. Губка Боб выходит сообщить об этом, но видит, что все его «друзья» ушли (попутно забрав ценные вещи Боба).
Губка Боб возвращается к своей обычной жизни и извиняется перед Патриком. Патрик спокойно воспринимает это, и он предлагает ему сыграть в волейбол новым «мячом», который оказывается огромным алмазом.

## Роли
- Том Кенни — Губка Боб, Берт, дворецкий
- Билл Фагербакки — Патрик Стар
- Клэнси Браун — мистер Крабс
- Ди Брэдли Бейкер — оценщик, Гарольд-Билл, Нэт, моллюск
- Марк Файт — Лу, Дейл, Вобблз

### Роли дублировали
- Сергей Балабанов — Губка Боб
- Юрий Маляров — Патрик Стар, Берт
- Иван Агапов — оценщик
- Александр Хотченков — мистер Крабс, Лу, Дейл, дворецкий, Нэт
- Юрий Меншагин — Гарольд-Билл, Вобблз

## Производство
Серия «Полезное ископаемое» была написана Аароном Спрингером и Дереком Иверсеном; Том Ясуми взял роль анимационного режиссёра. Впервые данная серия была показана 28 ноября 2008 года в США на телеканале «Nickelodeon».
Данный эпизод был выпущен на DVD-диске «Truth or Square» 10 ноября 2009 года. Он также был выпущен на DVD «SpongeBob SquarePants: Season 6 Volume 2» 7 декабря 2010 года. 4 июня 2019 года серия вошла в состав DVD «SpongeBob SquarePants: The Next 100 Episodes», состоящего из всех серий с шестого по девятый сезоны мультсериала.

## Отзывы критиков
Серия «Полезное ископаемое» получила в основном положительные отзывы среди поклонников мультсериала и критиков. Пол Мэвис в своём обзоре для «DVD Talk» посчитал, что серия «послужит хорошим поводом для шуток о том, что Губка Боб тратит деньги как пьяный моряк». Пол сказал: «„Полезное ископаемое“, похоже, не сможет собрать слишком много энергии для того, чтобы казаться естественным». Также Мэвис похвалил весёлую карикатуру Губки Боба — миллионера, который, по его словам, похож на богача с усами из голливудских фильмов 1930-х годов Адольфа Менжу.